# 卡頓格羅夫鎮區 (北卡羅萊納州戴維森縣)
卡頓格羅夫鎮區（英語：Cotton Grove Township）是位於美國北卡羅萊納州戴維森縣的一個鎮區。

## 地方資料
卡頓格羅夫鎮區的面積為94.79平方千米，皆為陸地。根據2020年美國人口普查的數據，當地共有人口9783人，而人口密度為每平方千米103.21人。